# Džemal Bijedić
Džemal Bijedić (Mostar, 12. travnja 1917. – planina Inač, blizina Kreševa, 18. siječnja 1977.), je bio bosanskohercegovački političar i peti predsjednik Saveznog izvršnog vijeća SFR Jugoslavije. Imao je presudnu ulogu u afirmaciji bosanskohercegovačkih muslimana kao nacije. Smatra se jednim od najznačajnijih i najutjecajnijih Bošnjaka 20. stoljeća.

## Životopis
Rodio se u Bajatovoj ulici u  Mostaru, pokraj Sahat-kule. Bio je prvo muško dijete najstarijeg sina Bajram-age Bijedića, koji je 1914. godine preselio iz Gackog u Mostar, Adema i supruge Zarife. Džemalu Bijediću je bilo tek nešto više od godinu dana kada mu umire otac, tako da svu brigu o obitelji preuzima majka Zarifa, stric Bećir i njegova supruga Zineta.
U rodnom gradu, Bijedić je završio osnovnu školu i gimnaziju, a tijekom školovanja bio je član muslimanskog društva Gajret. Kao gimnazijalac postao je pristalica omladinskog revolucionarnog pokreta i komunizma, o kome je prva saznanja dobio od svog razrednog starješine profesora Dušana Mučibabića. Također, bio je član raznih društevnih i sportskih organizacija, poput Muslimanske narodne biblioteke, Radničkog sportskog kluba "Velež", Radničkog kulturno-umjetničkog društva "Abrašević" i drugih.
Nakon završene gimnazije, 1937. godine upisao je Pravni fakultet u Beogradu. Kao simpatizer komunizma  uključio se u revolucionarni studentski pokret koji je tih godina vrlo aktivno djelovao na Beogradskom sveučilištu. Bio je i član Kulturno-prosvjetnog društva bosanskohercegovačkih studenata u Beogradu "Petar Kočić". Često je odlazio u Mostar, gdje je učestvovao u radu „crvenih punktova”, a za vrijeme studentskih raspusta zajedno s drugim studentima obilazio je sela i gradove po Bosni i Hercegovini, gdje su izvodili razne kulturno-umjetničke priredbe, koje su imale jasnu političku poruku.
Zajedno s drugim omladincima-komunistima, srpnja 1938. godine u Mostaru je čuvao stražu prilikom održavanja Četvrte pokrajinske konferencije KPJ za Bosnu i Hercegovinu, na kojoj je za tajnika Pokrajinskog komiteta bio izabran Mustafa Pašić. Listopada iste godine, bio je u Beogradu primljen u članstvo Saveza komunističke omladine Jugoslavije (SKOJ), a prosinca 1939. učlanjuje se u Komunističku partiju Jugoslavije. Zajedno s njim, u partijskoj ćeliji Rudnika uglja u Mostaru, bili su Jusuf Čevro i Slavko Balać.
Kao istaknutom omladinskom revolucionaru, koji je svoja politička iskustva stekao tokom studija na Beogradskom sveučilištu, bila mu je povjerena dužnost tajnika najprije Mjesnog komiteta SKOJ-a za Mostar, a potom Oblasnog komiteta SKOJ-a za Hercegovinu. U Oblasnom komitetu, surađivao je s Markom Mihićem iz Stoca, Mustafom Zubčevićem iz Trebinja i Mustafom Huskovićem iz Mostara, a bio je jedan od organizatora demonstracija protiv rata, koje su održane kolovoza i rujna 1940. godine. Zbog svog političkog rada, bio je više puta uhićen i proganjan od policije.

### Narodnooslobodilački pokret
Nakon vojnog puča i narodnih demonstracija, protiv pristupanja Jugoslavije Trojnom paktu, ožujka 1941.godine, predvodio je delegaciju Mjesnog komiteta KPJ za Mostar, koja je od vojske u Mostaru tražila oružje za naoružavanje naroda, kao i puštanje iz zatvora svih uhićenih komunista i njihovih simpatizera. Nakon okupacije Mostara, kao član Komunističke partije, Džemal Bijedić je aktivno učestvovao u osnivanju Narodnooslobodilačkog pokreta (NOP). Kako je od ranije bio poznat policiji, radio je u dubokoj ilegali, djelujući kao tajnik Oblasnog komiteta SKOJ-a za Hercegovinu i član Mjesnog komiteta KPJ za Mostar. Okupljao je omladince i rodoljube koji su upućivani na  Boračko jezero i druge dijelove Hercegovine, gdje su stupali u partizanske odrede. U kolovozu 1942. godine, nakon uhićenja i pogubljenja Slobodana Vukovića, sina revolucionara Gojka Vukovića i Jusufa Čevre, tajnika Mjesnog komiteta KPJ za Mostar, preuzeo je dužnost tajnika Mjesnog komiteta.
Sve do travnja 1942. godine djelovao je u okupiranom Mostaru, rukovodeći Pokretom otpora — organizirao je izlaske boraca na oslobođeni teritorij; radio na osnivanju Narodnooslobodilačkog odbora u Mostaru; radio na pripremi i tiskanju letaka, proglasa i biltena, koji su tiskani u ilegalnoj štampariji u kući Mustafe Muštovića; održavao vezu s Pokrajinskim komitetom KPJ za BiH, s Mirom Poparom i Savom Medanom, koji su bili na oslobođenom teritoriju, kao i Štabom Mostarskog bataljona, koji se nalazio na Boračkom jezeru. Nakon prelaska na oslobođeni teritorij, odlukom Pokrajinskog komiteta bio je upućen u Sarajevo, gdje je primio dužnost sekretara Mjesnog komiteta. Kao iskusan revolucionar i ilegalac, koji nije bio od ranije poznat sarajevskoj policiji, bio je idealan za obavljanje ove dužnosti. U okupiranom Sarajevu, djelovao je pod ilegalnim imenima Crni i Dugonja, a često se kretao u uniformi domobranskog oficira, s lažnim ispravama na ime poručnika Ante Jukića.
Uspio je obnoviti rad partijskih organizacija u Sarajevu, ali je nakon otkrića njegovog pravog identiteta, travnja 1943. morao ponovo preći na oslobođeni teritorij, a dužnost tajnika Mjesnog komiteta KPJ za Sarajevo predao je Vladimiru Periću Valteru. Na oslobođenom teritoriju istočne Bosne, nije se dugo zadržao jer se pod naletom nove neprijateljske ofenzive, zajedno s jedinicama Šeste istočnobosanske brigade morao povući u jugoistočnu Bosnu, gde je tokom svibnja i lipnja učestvovao u bitci na Sutjesci. Nakon Pete neprijateljske ofanzive, vratio se u istočnu Bosnu, gdje je preuzeo dužnost tajnika Okružnog komiteta KPJ za  Semberiju i  Bosansku Posavinu, a potom tajnika Mjesnog i Okružnog komiteta KPJ za Tuzlu.
Tijekom boravka u Gradačcu 1943. godine, upoznao je svoju buduću suprugu Raziju Ferhatbegović, s kojom se vjenčao nakon rata i dobio troje djece.

### Političar
Iz rata je izašao s činom majora, a u travnju 1945. godine upućen je na rad u Odjel za zaštitu naroda (OZNA) za Bosnu i Hercegovinu. Nakon oslobođenja Jugoslavije, 1946. godine postao je generalni tajnik Vlade Narodne Republike Bosne i Hercegovine i pomoćnik ministra unutarnjih poslova. U to vrijeme, osim što je bio pomoćnik republičkog ministra unutarnjih poslova, Bijedić je aktivno sudjelovao u izradi prvog Ustava Bosne i Hercegovine. Naime, bio je potpredsjednik Komisije za pripremanje Nacrta Ustava Narodne Republike Bosne i Hercegovine. Godine 1948. prešao je na dužnost načelnika Uprave za agitaciju i propagandu Centralnog komiteta Komunističke partije Bosne i Hercegovine, za čijeg člana je bio izabran na Prvom kongresu KP BiH. Potom se vratio u Mostar, gdje je preuzeo dužnost tajnika Oblasnog komiteta KPJ za Hercegovinu i predsjednika Narodnog odbora sreza Mostar. U Sarajevo je ponovo otišao 1957. godine, kada je postao član Izvršnog vijeća NR Bosne i Hercegovine i predsjednik Sveučilišnog savjeta. Godine 1960. otišao je u Beograd, gdje je postao član i podtajnik Saveznog izvršnog vijeća (SIV), kojim je tada predsjedavao Josip Broz Tito. Potom je bio tajnik Saveznog sekretarijata za rad, a istovremeno i tajnik Ustavne komisije Savezne skupštine, kojom je predsjedavao Edvard Kardelj, i koja je pripremala novi Ustav usvojen 1963. godine. Iste godine vratio se u Sarajevo, gdje je bio izabran za predsjednika Republičkog vijeća i potpredsjednika Narodne skupštine SR Bosne i Hercegovine, a 12. svibnja 1967. bio je izabran za predsjednika Narodne skupštine SR BiH (tada najviša funkcija u Republici). Na prijedlog predsjednika Republike Josipa Broza Tita, 30. jsrpnja 1971. godine bio je izabran za predsjednika Saveznog izvršnog vijeća SFRJ (savezni predsjednik vlade). Od srpnja do prosinca 1971. bio je obnašatelj dužnosti Saveznog sekretara za unutarnje poslove SFRJ.
Kao predsjednik Saveznog izvršnog vijeća učestvovao je u oko 50 inozemnih državnih posjeta u ime SFR Jugoslavije, a njegovo prvo državno putovanje bilo je odlazak na pogreb danskog kralja Frederika, siječnja 1972. godine (bilo je to svega nekoliko dana poslije obaranja JAT-ovog zrakoplova iznad Čehoslovačke od strane Čehoslovačke protuzračne obrane). 
Džemal Bijedić je susreo sve važnije svjetske državnike tog vremena, Mao Tse-Tunga, Geralda Forda, Leonida Brežnjeva.
Do svoje pogibije zalagao se za razvitak gospodarstva, primjenu principa samoupravljanja, promidžbu SFR Jugoslavije u inozemstvu i jačanje Pokreta nesvrstanih. Bijedić je bio i organizator nove bosanske gospodarske reforme i infrastrukture, posebno izgradnje moderne putne mreže, regionalnih vodovoda, gradskih kanalizacija i telekomunikacija, te 1980-tih godina djelomično ostvarenog kulturnog projekta "tisuću škola". 

## Doprinosi

### Status Bosne i Hercegovine u SFR Jugoslaviji
Politička aktivnost Džemala Bijedića bila je, između ostalog, usmjerena u pravcu afirmacije ravnopravnog statusa Bosne i Hercegovine u jugoslavenskoj federaciji. Pripadao je generaciji političkih lidera koji su tokom 1960-ih i 1970-ih godina smatrali kako afirmacija Bosne i Hercegovine, kao i afirmacija drugih jugoslavenskih republika, nije usmjerena protiv postojanja i funkcioniranja jugoslavenske federacije, nego je afirmacija ravnopravnosti republika najbolji način za afirmaciju jugoslavenske federacije u cjelini. U isto vrijeme, kada se bosanskohercegovačko republičko vodstvo zalaže za ravnopravan status Bosne i Hercegovine u jugoslavenskoj federaciji i za veću samostalnost republika, u Sloveniji i Hrvatskoj politička vodstva također vode politiku veće samostalnosti republika u vezi s brojnim pitanjima političkog i ekonomskog razvoja.

### Bosanskohercegovačka jezična posebnost
U veljači 1970. godine, na sjednici Ustavne komisije u Beogradu, Bijedić je pokrenuo pitanje ravnopravnosti jezika navodeći da se "u materijalu koji nam je dostavljen za današnju sjednicu nalazi informacija o nekim teškoćama kod objavljivanja akata Savezne skupštine na jezicima naroda i narodnosti. U toj informaciji ne spominje se bosanskohercegovačka jezična stvarnost, pa se može doći do zaključka da ne nailazimo na probleme kod objavljivanja ovih akata za bosanskohercegovačke narode. Međutim, praksa ne ukazuje da je taj problem riješen. Ustav je tu materiju precizno regulirao, praksa, međutim, još nije." Bijedić je iznio stav da je "nama u Bosni i Hercegovini neprihvatljiva jezična varijanta na nacionalnoj srpskoj i hrvatskoj osnovi. S gledišta Ustava, ni Savezna skupština takvu praksu ne bi mogla prihvatiti. Jezična stvarnost i praksa u Bosni i Hercegovini poznati su, pa i ako nisu dovoljno znanstveno obrađeni, postoje vrlo opipljivi i sigurni pokazatelji da se bosanskohercegovačka jezična varijanta ne može uklapati ni u istočnu ni u zapadnu. Te se varijante, međutim, Bosni i Hercegovini, bar kroz praksu objavljivanja dokumenata u Saveznoj skupštini, nude. Mislim da iza takve prakse ne bi smjela stajati Savezna skupština. To nije u duhu Ustava, a nije ni u suglasnosti s postojećom jezičkom stvarnošću u Bosni i Hercegovini. Posebno, takva praksa kod nas u Bosni i Hercegovini može imati svoje političke reperkusije, jer liči na nekakav, da kažem, jezički monopolizam i negativno utiče na odnose. Kod nas postoje neke jezičke posebnosti o kojima se mora voditi računa." Džemal Bijedić je ovom konstatacijom htio naglasiti kako jezični problem postoji u Bosni i Hercegovini, te da "kroz dosadašnju praksu objavljivanja i dostavljanja materijala (iz Savezne skupštine) nije dovoljno vođeno računa o tome. Međutim, ja ne mislim da mi taj bosanskohercegovački problem nećemo riješiti. Mi u Bosni i Hercegovini imamo za to konkretne prijedloge, imamo dosadašnju praksu i tradiciju koju treba u suštini poštovati i od koje treba polaziti."

### Muslimani (Bošnjaci) kao nacija
Džemal Bijedić bio je jedan od najzaslužnijih što su amandmanima i reformama Ustava iz 1971. godine bosanskohercegovački muslimani (današnji Bošnjaci) kao nacija dobili svoj status u tadašnjoj Jugoslaviji. Džemal Bijedić je u afirmaciji Muslimana kao nacije vidio način za čvršću integraciju Bosne i Hercegovine u SFR Jugoslaviji. Zbog toga se odlučno zalagao za ispravljanje partijskih nepravdi prema Muslimanima (jednako kao i prema Hrvatima u zapadnoj Hercegovini), te je odigrao presudnu ulogu u afirmaciji Muslimana kao nacije. Bijedić se između dva svjetska rata u nacionalnom smislu izjašnjavao kao Jugoslaven, a poslije rata se izjašnjavao isključivo kao "Musliman". Zanimljivo je da je sredinom 1960-ih godina, u jeku kampanje za afirmaciju Muslimana kao nacije, tvrdeći da je riječ o posebnoj nacionalnosti, objašnjavao da je ranije izjašnjavanje kao "Jugoslaveni" predstavljalo njihov "bijeg u jugoslavenstvo" kako bi sačuvali svoj nacionalni identitet.

## Smrt
Dana 18. siječnja 1977. Džemal Bijedić i njegova supruga, zajedno s drugim visokim državnim i partijskim funkcionerima, prisustvovali su na vojnom aerodromu u Batajnici ispraćaju predsjednika SFRJ Josipa Broza Tita u Libiju, nakon čega su avionom "Learjet 25" krenuli u Sarajevo, gdje je Džemal Bijedić trebao prisustvovati sjednici CK SKBiH. U 10:54 avion je izgubio vezu s kontrolom leta u Sarajevu i Beogradu, a prema nalazu državne komisije za ispitivanje uzroka udesa, greškom pilota ili zbog kvara mjernih instrumenata, udaljio se oko 6 kilometara od procedurom predviđene putanje, nakon čega je zbog snižavanja visine leta ispod propisanog za ovaj sektor došlo do nesreće. Avion je udario u planinu Inač, u blizini sela Bjelovići pokraj Kreševa. Tom prilikom stradali su svi putnici i članovi posade, ukupno 8 osoba. Pored Džemala Bijedića, među poginulima bila je njegova supruga Razija Bijedić, kao i suradnici dr. Smajo Hrle, podtajnik SIV-a, Zijo Alikalfić, osobni pratioci, vozač, kao i Anđelka Muzička, domaćica u rezidenciji predsednika Saveznog izvršnog vijeća.
Nakon prekida veze s kontrolom leta, krenula je potraga za avionom koja je okončana istog dana, nakon što je pronađeno mjesto pada. Zbog teške konfiguracije terena i loših vremenskih uvjeta, izvlačenje tijela stradalih izvršeno je tek sutradan 19. siječnja, nakon čega su prebačena u Sarajevo. Posmrtni ostaci Džemala Bijedića i njegove supruge potom su 20. siječnja prenijeti u Beograd i izloženi su u svečanoj auli Savezne skupštine, gdje su im građani u mimohodu odavali počast. Istog dana, po povratku iz Libije, vijenac na odar Džemala Bijedića položio je predsjednik SFRJ Josip Broz Tito.
Džemal Bijedić i njegova supruga sahranjeni su 21. siječnja na Novom groblju u Sarajevu, uz najviše državne i vojne počasti. Iste godine kada je i poginuo, u Mostaru je osnovano Sveučilište koje i danas nosi njegovo ime.
Mnoge su kontroverze vezane za ovu nesreću, od umiješanosti Titove supruge Jovanke Broz do toga kako su neki krugovi u Beogradu i JNA, Bijedića vidjeli kao mogućeg nasljednika Josipa Broza Tita, što im nije odgovaralo. Rezultati većine istrage nikad nisu objavljeni, a kada je obitelj pokušala doći do dokumenata o nesreći, koji se nalaze u Beogradu, tamošnje vlasti to nisu dozvolile.

## Priznanja
- Partizanska spomenica 1941.
- Orden junaka socijalističkog rada
- Orden narodnog oslobođenja
- Orden Republike
- Orden zasluga za narod
- Orden bratstva i jedinstva
- Orden za hrabrost
- Orden za hrabrost

## Djela

### Autor
- Samoupravljanje kao zahtjev i praksa (Sarajevo, 1976)
- Samoupravljanje kao zahtjev i praksa II (Sarajevo, 1981)

### O Bijediću
- Džemal Bijedić (Mostar, 1981) – Damjan Mastilović
- Džemal Bijedić 1917-1977 (Sarajevo, 1981) – Komnen Pijevac, Slobodan Kristić, Džemal Bijedić
- Džemal Bijedić i njegovo vrijeme (Mostar, 1985) – Dragan Bartolović
- Džemal Bijedić: politička biografija (Sarajevo, 2017) – Husnija Kamberović
- Džemal Bijedić - 100 godina od rođenja i 40 godina od smrti: zbornik radova (Mostar, 2018) – Husnija Kamberović

## Vanjske povezice
- 40 godina od pogibije Džemala Bijedića: Svi su se plašili saopštiti Titu tužnu vijest...